# Деніс Гарго Шаню
Деніс Гарго Шаню (фр. Denis Gargaud Chanut, нар. 22 липня 1987, Апт, Франція) — французький веслувальник, олімпійський чемпіон 2016 року.

## Виступи на Олімпіадах
| Олімпіада           | Дисципліна             | Місце |
| ------------------- | ---------------------- | ----- |
| Ріо-де-Жанейро 2016 | каное-одиночки, слалом | 1     |

## Зовнішні посилання
- Деніс Гарго Шаню — олімпійська статистика на сайті Sports-Reference.com (англ.) (архівна версія)